# Ненсі Шуй-Фонг Ма
Ненсі Шуй-Фонг Ма (англ. Nancy Shui-Fong Ma) була доцентом порівняльної патології в Регіональному дослідницькому центрі приматів Нової Англії, Гарвардській медичній школі.

## Біографія
Доктор Ненсі Шуй-Фонг Ма брала участь в картографуванні генетики нелюдських приматів і працювала головним чином з родом Aotus спільно з Південно-західним фондом біомедичних досліджень у Сан-Антоніо, штат Техас, упродовж 1970-х і 1980-х років.

## Вшанування
Названий на честь вченої вид, Aotus nancymaae, проживає в невеликій області на межі Перу й Бразилії, переважно на південь від Амазонки.